# Encoeliopsis bresadolae
Encoeliopsis bresadolae är en svampart som först beskrevs av Rehm, och fick sitt nu gällande namn av J.W. Groves 1969. Encoeliopsis bresadolae ingår i släktet Encoeliopsis och familjen Helotiaceae.   Inga underarter finns listade i Catalogue of Life.